# Бурлык (Казанский сельский округ)
Бурлык (каз. Бұрлық, до 2009 г. — Бурлукское) — село в Айыртауском районе Северо-Казахстанской области Казахстана. Входит в состав Казанского сельского округа. Код КАТО — 593245300.

## Население
В 1999 году население села составляло 275 человек (128 мужчин и 147 женщин). По данным переписи 2009 года, в селе проживало 143 человека (74 мужчины и 69 женщин).